# Ernest Benach
Ernest Benach i Pascual (Reus, 12 de novembro de 1959) é um ex-político espanhol, que ocupou o cargo de Presidente do Parlamento da Catalunha entre 2003 e 2010. Atualmente, trabalha no setor privado como consultor independente em comunicação e jornalismo, e como professor colaborador da graduação em comunicação na Universidade Aberta da Catalunha.

## Biografia
Ernest Benach nasceu em Reus, em 1959. Estudou no Liceu Verge Montserrat e no Instituto Gaudí, em Reus. Em 1979, ingressou na Direcção-Geral dos Transportes e, mais tarde, na Direcção-Geral da Juventude da Generalitat da Catalunha.

### Trajetória política
Em 1980, quando tinha vinte anos, dedicou-se completamente à política. Ele foi um dos membros fundadores dos Nacionalistes d'Esquerra, um partido do qual foi candidato por Tarragona, nas primeiras eleições para o Parlamento da Catalunha, depois da ditadura de Francisco Franco. Nesta plataforma política, entrou em contato com personalidades como Jordi Carbonell, Josep Maria Espinàs, Avel·lí Artís Gener, Armand de Fluvià, Josep Bargalló, Josep-Lluís Carod-Rovira e Magda Oranich.
Em 1987, ingressou na Esquerda Republicana da Catalunha (ERC), juntando-se ao movimento conhecido como Crida Nacional promovido por Josep-Lluís Carod-Rovira e outros. Desde então, ele ocupou vários cargos relacionados ao partido: Conselheiro do Conselho Municipal de Reus (1987-2001), foi primeiro deputado-prefeito e governante da Cultura, do Desporto e da Juventude (1987-1991), vice-prefeito (1991-1995), Conselheiro para Política de Línguas (1995-1999) e primeiro vice-prefeito e conselheiro da Sociedade da Informação (1999-2001).
Em 1992, foi eleito deputado no Parlamento da Catalunha, começando assim sua vida parlamentar. Foi presidente da Comissão de Agricultura da V Legislatura, e segundo secretário da Mesa do Parlamento durante os anos legislativos V e VI. Em 5 de dezembro de 2003, foi eleito presidente do Parlamento e três anos depois, em 17 de novembro de 2006, foi reeleito para o cargo. Entre outubro de 2004 e outubro de 2005, presidiu a CALRE (Conferência das Assembléias Legislativas Regionais Européias), uma organização que atende ao papel dos parlamentos e dos governos regionais na construção do projeto europeu comum.
Em 2008, ele se candidatou para a presidência do ERC, acompanhado por Rafel Niubò, que foi eleito para o cargo de secretário geral. Esta candidatura, chamada Unitat i Renovació (Unidade e Renovação, em português), foi apoiada pelo então presidente do partido, Josep-Lluís Carod-Rovira, que já havia anunciado que não seria elegível para reeleição. Por fim, no entanto, foram eleitos Joan Puigcercós, como presidente, e Joan Ridao, como secretário geral do partido.
Nas eleições para o Parlamento da Catalunha, em novembro de 2010, Ernest Benach foi eleito o número dois da candidatura do ERC para o distrito de Barcelona. Apesar disso, e após o declínio sofrido pela formação nas eleições, Benach decidiu não se apossar do cargo.
Depois de deixar a vida política, Benach se formou em comunicação, na Universidade Aberta da Catalunha (UOC). Desde então, ele se tornou um especialista no setor de comunicação, além de dedicar-se ensino e ao setor privado. Atualmente, colabora com vários meios de comunicação, como a Catalunya Ràdio, o jornal Ara, Mundo Deportivo, bem como em alguns meios digitais, organizou o TEDxReus entre 2011 e 2014 e foi palestrante no TEDxAndorra la Vella, TEDxManresa e TEDxPla de la Calma, além de participar do TEDActive de Vancouver, que aconteceu em 2015.

## Livros publicados
- Política 2.0 (Angle, Bromera i Cossetània, 2010) ISBN 978-84-9824-663-6[8]
- Mort certa, hora incerta (Pagès, 2012)  / ¿Una eternidad digital?. Vida y muerte, antes y después de internet (Milenio, 2012)